# Teresina de Goiás
Teresina de Goiás là một đô thị thuộc bang Goiás, Brasil. Đô thị này có diện tích 774,635 km², dân số năm 2007 là 3481 người, mật độ 4,5 người/km².